# 15550 Sydney
15550 Sydney è un asteroide della fascia principale. Scoperto nel 2000, presenta un'orbita caratterizzata da un semiasse maggiore pari a 2,9757561 UA e da un'eccentricità di 0,1155701, inclinata di 9,60436° rispetto all'eclittica.